# Aisawanya Areyawattana

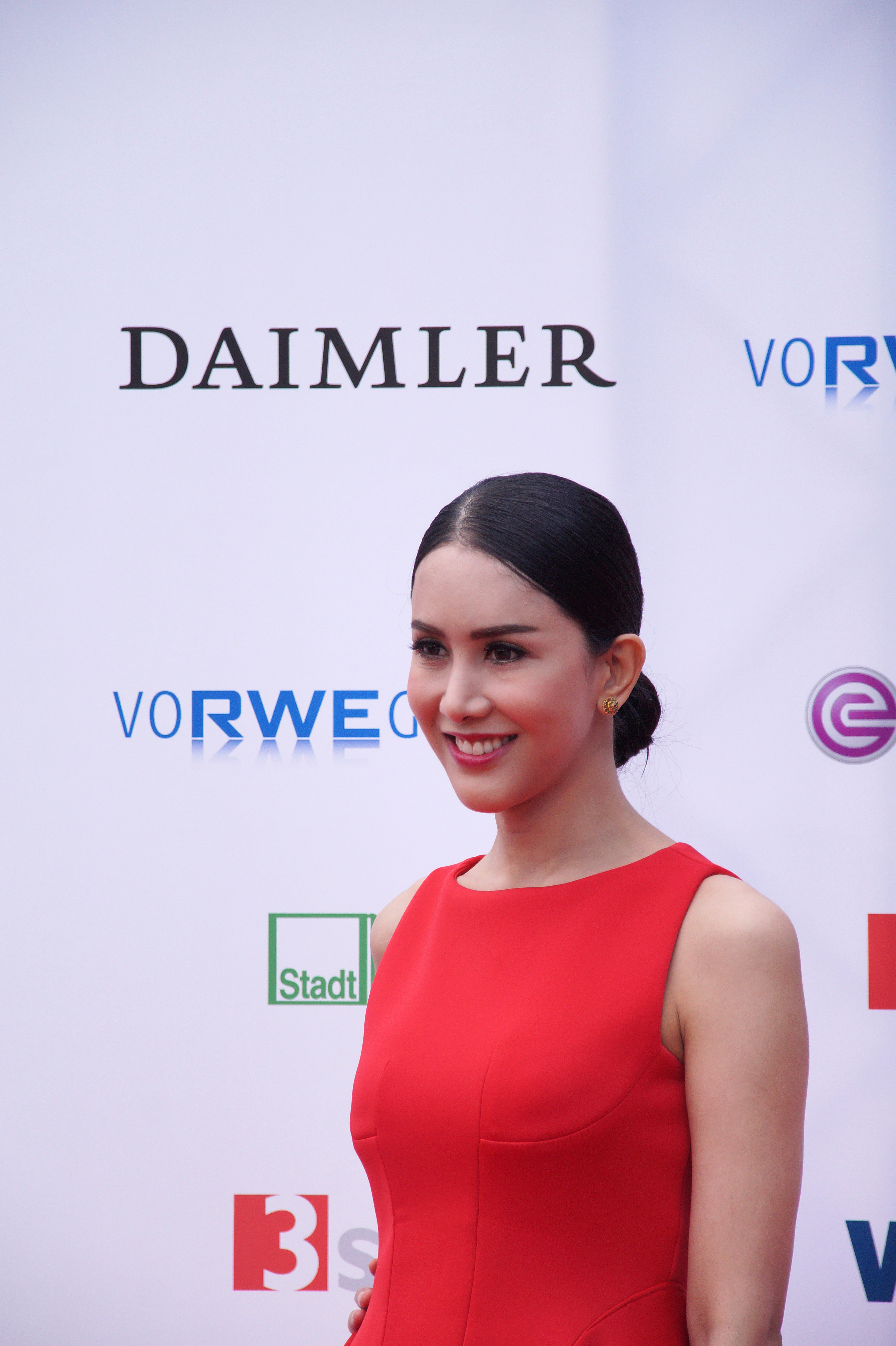
Aisawanya Areyawattana (2016)

Aisawanya Areyawattana (Thai: ไอศวรรยา อริยะวัฒนา; * 18. August 1983 in Zentralthailand) ist eine thailändische Wahrsagerin und Filmschauspielerin. Sie ist die Hauptdarstellerin des mit dem Grimme-Preis 2016 ausgezeichneten deutsch-thailändischen Films Patong Girl.
Areyawattana absolvierte ein Studium der Kommunikationswissenschaften in Bangkok. In ihrem Filmdebüt 2006 spielte sie die Hauptrolle in dem thailändischen Liebesdrama „Phleng Sutthai“ („The Last Song“). Sie spielt darin eine Travestietänzerin, die sich – entgegen ihren Prinzipien – in einen Gast verliebt.
In Deutschland wurde sie mit dem Film Patong Girl von Susanna Salonen bekannt. Darin stellt sie eine geheimnisvolle Thailänderin dar, in die sich ein junger deutscher Tourist verliebt. Im Laufe des Films stellt sich heraus, dass sie früher männlichen Geschlechts war, also ein Kathoey (vulgo: „Ladyboy“) ist. Die Transsexualität der von Areyawattana dargestellten Figur findet ihre Entsprechung in derjenigen der Schauspielerin.